# کیوی (ترانه)
"کیوی"(به انگلیسی: Kiwi) آهنگی است که توسط خواننده و ترانه سرایی بریتانیایی هری استایلز منتشر شده‌است که برای اولین آلبوم استودیوی خود به نام خود ثبت شده‌است. این آهنگ به عنوان سومین آلبوم منتشر شد.

## زمینه
این آهنگ یکی از پرطرفدارترین آهنگ‌های موجود در آلبوم است. این شامل اشعار در مورد سیگار، مشروب، یک زنانه و یک شب با یک دختر است. استایلز در باره این تک آهنگ می گوید: 
| ” | به عنوان یک شوخی آغاز شده است، در حال حاضر یکی از آهنگ های مورد علاقه من است. این یکی از اولین کارهایی بود که من برای آلبوم نوشتم وقتی انرژی زیادی گرفتم. | “ |
|   | |   |

## موزیک ویدیو
ویدیو موسیقی برای این آهنگ در تاریخ ۸ نوامبر ۲۰۱۷ منتشر شد، که توسط کارگردان فیلمسازی Us به اجرا درآمد. این به سبکها و گروهی از کودکان پی می برد زیرا آن‌ها در مبارزه با کیک بزرگ در مدرسه ای در مونتون شرکت می‌کنند که دوست ندارند نامگذاری شوند. بازیگر زن بازیگر گاودسون بازیگر زن در فیلم می‌باشد .

## جایگاه در چارت
| جدول (۲۰۱۷–۱۸)                                 | رتبه |
| ---------------------------------------------- | ---- |
| استرالیا (جدول‌های ای‌آرآی‌ای)                    | ۹۲   |
| بلژیک (اولتراتاپ ۵۰ فلاندرز)                   | ۳۹   |
| ایرلند (انجمن صنعت ضبط ایرلند)                 | ۷۲   |
| مکزیک (بیلبورد)                                | ۲۹   |
| نیوزیلند (انجمن صنعت ضبط نیوزیلند)             | ۲    |
| تک‌آهنگ‌های بریتانیا (اوسی‌سی)                    | ۶۶   |
| ۴۰ آهنگ برتر جریان اصلی ایالات متحده (بیلبورد) | ۴۰   |